# Rugles
Rugles es una localidad y comuna francesa situada en la región de Alta Normandía, departamento de Eure, en el distrito de Évreux. Es el chef-lieu del cantón de su nombre.

## Geografía
La población se encuentra en el oeste del departamento, próxima al límite con el de Orne. La población importante más cercana el l'Aigle (Orne), a 11 km al suroeste. El río Risle la atraviesa. Tiene al este el bosque de Breteuil y al sur el de l'Aigle.

## Demografía
| 2609 | 2688 | 2644 | 2539 | 2416 | 2549 |
| Para los censos de 1962 a 1999 la población legal corresponde a la población sin duplicidades (Fuente: INSEE [Consultar]) |      |      |      |      |      |

## Administración

### Entidades intercomunales
Rugles está integrada en la Communauté de communes du canton de Rugles . Además forma parte de diversos sindicatos intercomunales para la prestación de diversos servicios públicos:
- S.A.E.P de Chéronvillers-Saint Martin .
- S.A.E.P de la région du Sommaire .
- Syndicat de l'électricité et du gaz de l'Eure (SIEGE) .

### Riesgos
La prefectura del departamento de Eure incluye la comuna en la previsión de riesgos mayores  por:
- Presencia de cavidades subterráneas.
- Riesgos derivados del transporte de mercancías peligrosas.
- Riesgo de inundación por el río Risle.

## Economía

### Empresas con más de 100 empleados
- SA CIE EUROPEENNE DE ZIRCONIUM, dedicada a la transformación de aleaciones de zirconio y hafnio destinadas al montaje de centrales nucleares. Plantilla (2006): 153.
- SAS NOVELIS FOIL FRANCE, dedicada al laminado de hojas y bandas finas en aluminio. Plantilla (2006): 430.